# 鄭崇和
鄭崇和（1756年—1827年），字其德，號貽庵，諱合，福建省泉州府同安縣（今金門縣）人，金門浯江鄭氏第四代，其子鄭用錫為開臺進士（或「開淡進士」）。

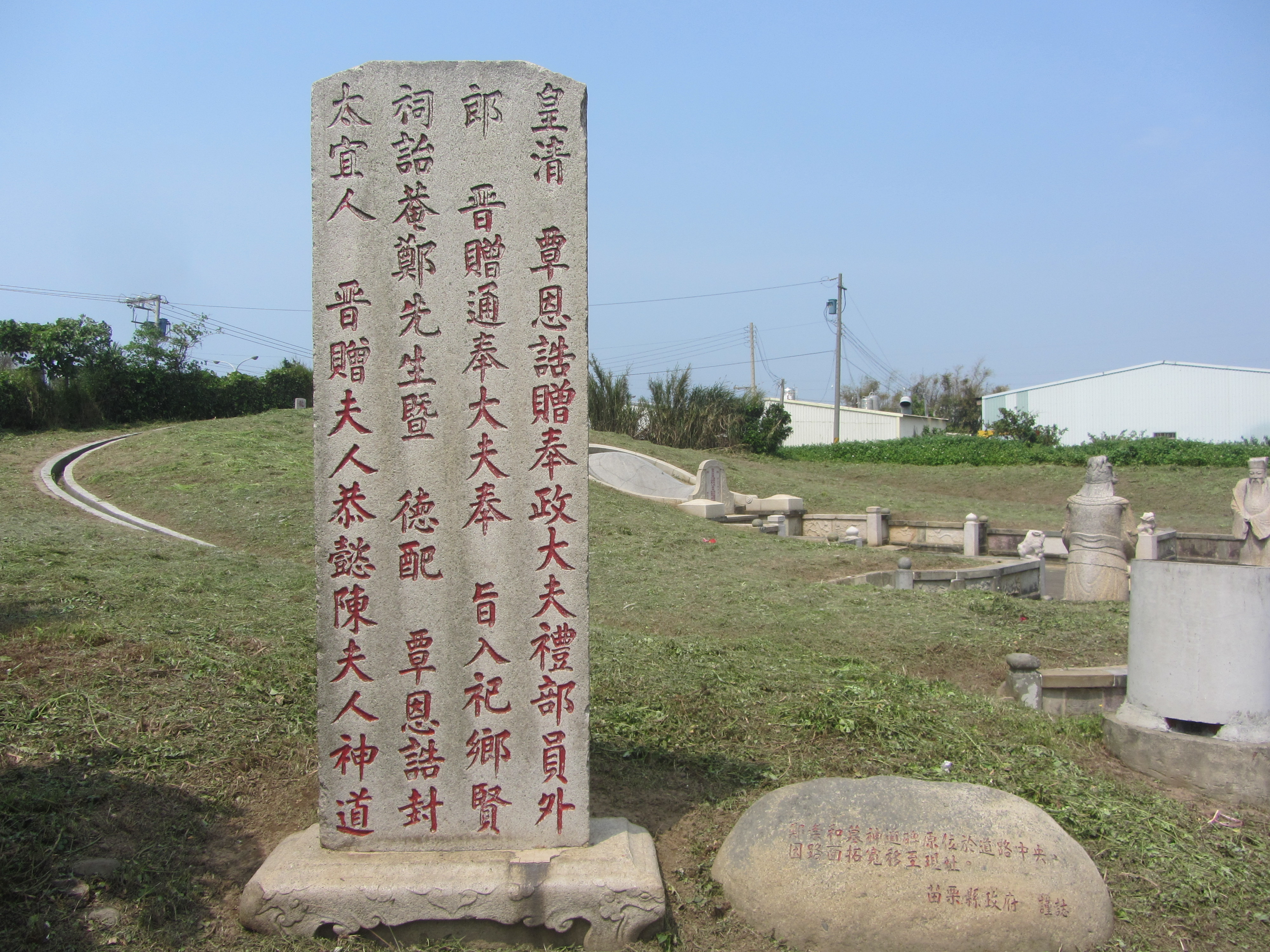
鄭崇和墓神道碑

其墓地於1985年（民國74年）8月19日被指定為古蹟。。

## 生平
遠祖明末時，由福建漳州府漳浦，遷居泉州府同安縣金門。
五歲喪母，於清乾隆三十九年（1774年）隨父鄭國唐、兄鄭崇吉與叔父鄭國慶、堂弟鄭崇科來臺，定居竹塹後龍溪洲（今屬苗栗縣後龍鎮）。鄭崇和幼時好讀書，但科舉總是不第，後來捐得監生，曾在淡水廳後龍地區開設私塾授徒。
乾隆四十五年（1780年）娶中港肚客家人陳武生之女陳素。嘉慶十年（1805年）曾募集鄉勇以抵禦海盜蔡牽，不久後又奉檄處理閩粵械鬥。其家族於嘉慶十一年（1806年）時遷居竹塹（今新竹市）。
嘉慶二十年（1815年）發生糧食歉收，鄭崇和發穀平衡物價，之後於二十五年（1820年）瘟疫流行時協助布施藥物與棺木。竹塹要興建孔廟時，曾捐巨款贊助工程。
去世之後，他於道光十二年（1832年）入祀鄉賢祠，而後因其子之功名（恩給二品銜）而在咸豐四年（1854年）誥授「中憲大夫」，晉贈「通奉大夫」。